# 410928 Maidbronn
410928 Maidbronn è un asteroide della fascia principale. Scoperto nel 2009, presenta un'orbita caratterizzata da un semiasse maggiore pari a 2,9138286 UA e da un'eccentricità di 0,2044839, inclinata di 7,88358° rispetto all'eclittica.
L'asteroide è dedicato all'omonima frazione del comune tedesco di Rimpar.